# رادیو تبریز
رادیو تبریز (شبکهٔ استانی صدای آذربایجان شرقی) به عنوان دومین رادیو ایران به لحاظ قدمت، یکی از رادیوهای سازمان صدا و سیمای جمهوری اسلامی ایران و زیرمجموعهٔ صدا و سیمای آذربایجان شرقی است. این رادیو در شهر تبریز، بلوار ۲۹ بهمن، خیابان جام جم، صدا و سیمای آذربایجان شرقی و به صورت ۲۴ ساعته فعالیت می‌کند.
رادیو تبریز در سال ۱۳۲۵ خورشیدی تأسیس شده و از سال ۱۳۷۶ خورشیدی تحت عنوان «شبکهٔ استانی صدای مرکز آذربایجان شرقی» فعالیت می‌کند. مجموع تعهدات این رادیو در سال ۱۳۸۶ خورشیدی، ۴۱۸۰ ساعت برنامه بوده‌است و در سال ۱۳۹۶ خورشیدی به لحاظ میزان تولیدات، رتبهٔ دوم را در سطح کشور به خود اختصاص داد.

## تاریخچه

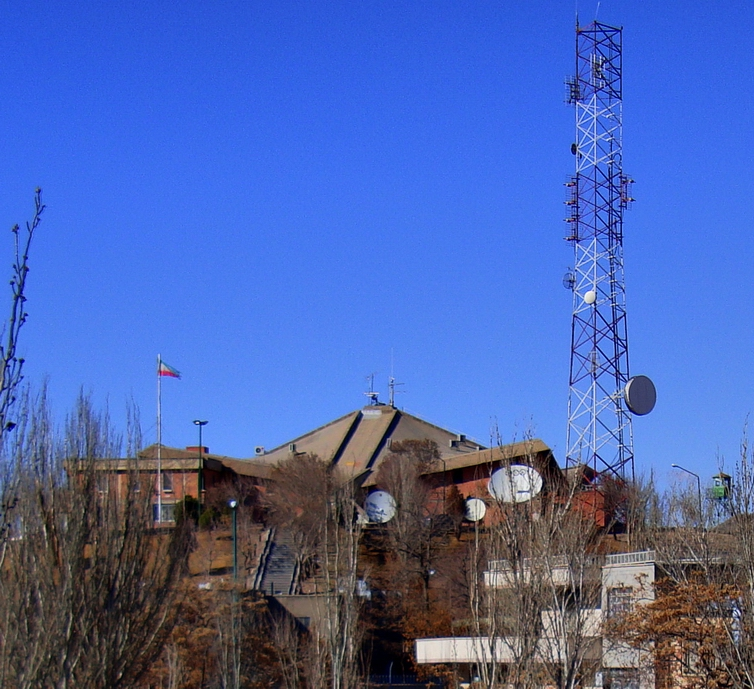
ساختمان رادیو مستقر در مجموعهٔ صدا و سیمای آذربایجان شرقی

رادیو تبریز به عنوان دومین رادیو ایران و اولین رادیو محلی کشور در تاریخ ۱۸ فروردین ۱۳۲۵ خورشیدی در راستای اصلاحات فرقه دموکرات آذربایجان، ابتدا با عنوان «صدای حکومت ملی آذربایجان» (آذربایجان ملی حکومتی‌نین سسی) فعالیت خود را آغاز کرد. گسترهٔ پخش این رادیو، منطقهٔ آذربایجان شامل مناطق در تصرف حکومت خودمختار آذربایجان و جمهوری مهاباد بود.
رادیو تبریز در ابتدای تأسیس خود به عنوان ابزاری جهت جنگ تبلیغاتی علیه حکومت مرکزی ایران مورد استفاده قرار می‌گرفت. از طرفی اکثریت مردم در آن دوره بی‌سواد بودند و اجازهٔ رسمی شدن زبان ترکی آذربایجانی به حکومت محلی داده نمی‌شد و این رادیو ابزاری مناسب جهت نفوذ به افکار عمومی مردم ترک‌زبان آذربایجان محسوب می‌شد.
در دورهٔ حکومت خودمختار آذربایجان و به دستور سید جعفر پیشه‌وری در خیابان‌های ارومیه بلندگو نصب شده بود تا مردم از تبلیغات رادیو تبریز در راستای اهداف فرقهٔ دموکرات آذربایجان آگاه شوند. همچنین جمهوری مهاباد نیز در این زمینه وابسته به حکومت خودمختار آذربایجان بود و صدای رادیو تبریز در مهاباد نیز پخش می‌گردید.
در راستای همین تبلیغات، در جریان اعزام نیرو توسط حکومت مرکزی جهت بازپس‌گیری آذربایجان، رادیو تبریز علیه دولت احمد قوام تبلیغات پخش می‌کرد و پیاپی اعلام می‌نمود: «ما تا آخرین نفس خواهیم جنگید؛ مرگ هست، اما بازگشت نیست». تا جایی که شخص پیشه‌وری نیز در این رادیو حاضر شده و شروع به توهین علیه نخست‌وزیر وقت ایران کرد.
در کودتای ۲۸ مرداد ۱۳۳۲ خورشیدی، ساعت ۱۳:۵۵ به وقت گرینویچ، گویندهٔ رادیو تبریز بیان داشت این رادیو در اختیار نیروهای طرفدار محمدرضا پهلوی است. سپس رادیو تبریز شروع به پخش برنامه‌های رادیو تهران (که آن هم در سال ۱۲:۰۳ خبر عزل محمد مصدق را داده بود) روی موج خودش کرد. طی روزهای بعدی، موسیقی‌هایی میهن‌پرستانه و بیانیه‌های رسمی اعلام سیاست‌های جدید از رادیو پخش شد.
رادیو تبریز تا پایان دورهٔ پهلوی مهم‌ترین و پرمخاطب‌ترین مرکز رادیویی استانی ایران بود که علاوه بر منطقهٔ آذربایجان، در دیگر استان‌های ایران و نیز در کشورهای قفقاز مخاطبانی داشته‌است. اما این رادیو از اواسط دههٔ ۱۳۶۰ خورشیدی با افول تدریجی مواجه شد؛ از عوامل اصلی این افول، قطع همکاری با هنرمندان، موسیقی‌دانان، نخبگان و استادان دانشگاه و نیز کاهش درصد برنامه‌ها به زبان ترکی آذربایجانی عنوان شده‌است. خسرو معتضد در برنامه‌ای که از رادیو ایران پخش شد و به اولین‌های رادیو اختصاص داشت، شکل‌گیری رادیو تبریز را به لحاظ تاریخی مورد بررسی قرار داد.

## افراد شاخص
1. «پروین داداش‌زاده» که از سال ۱۳۴۴ تا ۱۳۸۲ خورشیدی گویندهٔ رادیو تبریز بود (در سال ۱۴۰۰ خورشیدی فوت کرد)، به عنوان «چهرهٔ ماندگار رادیو» و «مادر رادیو تبریز» شناخته شده‌است.[۱۵][۱۶][۱۷] او مقام اول را در «نخستین جشنواره تولیدات صدا و سیما» کسب کرده بود[۱۸] و «برنامهٔ خانواده» که در طول دهه‌های ۱۳۶۰ و ۱۳۷۰ خورشیدی پخش می‌شد، شاخص‌ترین برنامهٔ تولیدی وی بود.[۱۹][۲۰] هرچند او در سال ۱۳۷۷ خورشیدی بازنشسته شد، اما به دلیل استقبال مخاطبان تا سال ۱۳۸۲ خورشیدی به فعالیت در رادیو ادامه داد.[۲۱] سید محمدعلی آل‌هاشم درگذشت داداش‌زاده را تسلیت گفت.[۲۲]
2. «علی‌اصغر وطن‌پرست» به عنوان «صدای ماندگار رادیو تبریز» شناخته شده‌است. او از سال ۱۳۴۲ خورشیدی در این رادیو فعالیت کرده و در حدود ۳ هزار نمایش رادیویی شرکت داشته‌است. وطن‌پرست ابتدای حضور خود در رادیو تبریز را که با حضور محمدحسین شهریار و ابوالحسن اقبال‌آذر در این رادیو همراه بوده، آغازی بسیار خوشایند دانسته‌است.[۲۳]

## برنامه‌ها
برخی از برنامه‌های تولیدی رادیو تبریز به شرح زیر است:
1. ایل بایرامی – ائل بایرامی[۲۴]
2. رحمت گئجه‌سی[۲۵]
3. پله‌پله تا آسمان[۲۶]
4. صدای پای انقلاب[۲۷]
5. آخشاملار
6. سحرلر
7. خانواده